# Helvig van Sleeswijk
Helvig van Sleeswijk (circa 1320 - Hillerød, 1374) was van 1340 tot aan haar dood koningin-gemalin van Denemarken. Ze behoorde tot het huis Estridsen.

## Levensloop
Helvig was een dochter van hertog Erik II van Sleeswijk en diens echtgenote Adelheid, dochter van graaf Hendrik I van Holstein-Rendsburg.
In de late jaren 1330 sloot haar broer Waldemar V een bondgenootschap met koning Waldemar IV van Denemarken tegen zijn oom Gerard III van Holstein-Rendsburg. Als onderdeel hiervan werd Helvig aan Waldemar IV uitgehuwelijkt. Als bruidsschat bracht ze de verpande provincie Noord-Jutland, een deel van Jutland ten noorden van de Kongeå-rivier in het huwelijk, dat in 1340 plaatsvond in het kasteel van Sønderborg.
Er is weinig informatie bekend over Helwigs periode als koningin-gemalin. Vanaf 1353 wordt ze in documenten niet meer vermeld als koningin naast de zijde van Waldemar IV. Er zijn hier twee theorieën over. De ene zegt dat Waldemar zich van Helwig had laten scheiden en haar opgesloten had in het kasteel van Søborg omdat ze overspel had gepleegd. Volgens de andere theorie scheidde Helwig zelf van Waldemar IV nadat ze vreemdgegaan was en verhuisde ze in 1355 naar de Abdij van Esrum in Hillerød.
In ieder geval stierf Helvig in 1374 gescheiden van haar man in de Abdij van Esrum. Ze werd bijgezet in de kerk van deze abdij.

## Nakomelingen
Uit het huwelijk van Helvig en Waldemar IV zijn zes kinderen bekend:
- Christoffel (1344-1363), hertog van Lolland
- Margaretha (1345-1350), verloofd met hertog Hendrik III van Mecklenburg
- Ingeborg (1347-1370), huwde in 1362 met hertog Hendrik III van Mecklenburg
- Catharina (1349), jong gestorven
- Waldemar (1350), jong gestorven
- Margaretha I (1353-1412), koningin van Denemarken